# Looker
Looker Data Sciences, Inc. — американская компания, занимающаяся программным обеспечением, со штаб-квартирой расположенной в городе Санта-Круз (Калифорния). Она была приобретена компанией Google в 2019 году и на данный момент является частью Облачной платформы Google. Компания Looker продвигает платформу для исследования данных и исследовательской бизнес-аналитики.

## История
Компания была основана в городе Санта-Круз, Калифорния в январе 2012 года Ллойд Таббом и Бен Портерфильдом и занимала историческое здание Риттенхаус. Продукт появился на свет благодаря опыту построения программного обеспечения, полученного Таббом перед основанием компании Looker в таких компаниях, как Netscape, Liveops, и Luminate. 
Компания Looker использует простой язык моделирования называющийся LookML, что позволяет командам, занимающимся данными определять отношения в своих базах данных таким образом, что пользователи могут исследовать, сохранять, и загружать данные владея только базовым пониманием языка запросов SQL.
Продукт стал первой коммерчески доступной платформой бизнес-аналитики, построенной и нацеленной на масштабируемые или массово-параллельныесистемы управления реляционными базами данных, такие как Amazon Redshift, Google BigQuery, HP Vertica, Netezza, и Teradata.  
13 августа 2013 года компания Looker анонсировала этап финансирования серии А компаниями Redpoint Ventures, First Round Capital и PivotNorth Capital, собрав более 18 миллионов долларов. Перед этапом серии А, Looker собрал 2 миллиона долларов на этапе посевного финансирования от компаний First Round Capital и PivotNorth Capital. 11 марта 2015 года компания Looker собрала 30 миллионов долларов на этапе финансирования серии B.В июле 2015 года на момент присоединения Джена Гранта к компании в качестве директора по маркетингу, по оценкам компании в ней работало 140 сотрудников. 14 января 2016 года компания Looker получила 48 миллионов долларов на этапе финансирования серии C от компании Kleiner Perkins. В то время, по приблизительному подсчету компании, количество её клиентов составляло порядка 450, включая компанию Jet.com. 30 марта 2017 года компания Looker получила 81.5 миллион долларов на этапе финансирования серии D возглавляемым компанией Capital G. 6 декабря 2018 года компания Looker получила 103 миллиона долларов на этапе финансирования серии Е проводимым Premji Invest. 21 июня 2016 года Looker отпраздновала выпуск книги Winning With Data (“Побеждая с Данными”), которая вышла в соавторстве CEO Looker — Фрэнком Бьеном и Redpoint Partner — Томашем Тунгузом.
16 июня 2019 года компания Google анонсировала приобретение компании Looker за 2.6 миллиарда долларов. Приобретение было завершено в феврале 2020 года.
В марте 2022 года CEO компании Looker — Фрэнк Бьен, анонсировал свой уход из компании.

## В составе Облачной платформы Google
На сегодняшний день платформа Looker работает как часть Облачной платформы Google и предлагает широкое разнообразие инструментов для работы с реляционной базами данных, бизнес-аналитикой и другими сопутствующими сервисами. Доход компании за 2019 год составил 140 миллионов долларов.